# Cratere Marcia
Marcia è un cratere sulla superficie di 4 Vesta.